# Ciclo menstrual femenino

Ciclo menstrual

El ciclo menstrual o ciclo ovárico consiste en una serie de cambios regulares que de forma natural ocurren en el sistema reproductor femenino (especialmente en el útero y los ovarios) los cuales hacen posible el embarazo o la menstruación, en caso de que el primero no tenga lugar, durante este ciclo se desarrollan los ovocitos.
Alrededor del 80 % de las mujeres reportan síntomas desde una o dos semanas antes de la menstruación.

## Primera menstruación
La primera menstruación ocurre entre los once y quince años y recibe el nombre de menarquia. La edad promedio de la menarquia es generalmente superior en los países desarrollados que en los países en vías de desarrollo. La misma aparece cuando todas las partes del aparato reproductor de la niña han madurado y funcionan en conjunto. Esto indica el comienzo de la capacidad reproductiva. Constituye el principal marcador psicológico de la transición de la infancia a la edad adulta.
Luego de la menopausia la menstruación deja de ocurrir por la pérdida de la estimulación hormonal, oscilando entre los 45 y 55 años. La pérdida de sangre normalmente dura alrededor de 2 a 7 días.

## Fases del ciclo menstrual

Niveles de estradiol, el principal estrógeno, progesterona, hormona luteinizante y hormona foliculoestimulante durante el ciclo menstrual, teniendo en cuenta la variación entre ciclos y la variación entre mujeres.

### Menstruación
También llamada regla, periodo o sangrado menstrual, su inicio es el primer día del ciclo menstrual. Durante esta fase se desprende el endometrio junto a una cantidad de sangre. Este sangrado suele tomarse como señal de que una mujer no está embarazada (aunque existen algunas excepciones que pueden causar sangrados durante el embarazo; en el inicio del embarazo pueden producir un fuerte sangrado).
La menstruación media suele durar unos días, normalmente entre tres y cinco, aunque se considera normal las que estén entre dos y siete días. La pérdida de sangre suele ser de unos 35 ml, considerándose normal entre 10 y 80 ml. Las mujeres que tienen menorragia tienen predisposición a sufrir anemia. Una enzima llamada plasmina evita que el fluido menstrual se coagule.
Durante los primeros días de la menstruación son comunes los dolores en el abdomen, la espalda o la parte superior de los muslos. El dolor uterino severo se conoce como dismenorrea y es más frecuente entre las adolescentes y mujeres jóvenes (afectando al 67,2 % de las adolescentes). La dismenorrea puede explicarse como un proceso inflamatorio. Aunque aun se desconocen muchos aspectos, se sabe que el proceso es mediado por prostaglandinas y células polimorfonucleares. La progesterona tiene propiedades antiinflamatorias, al caer los niveles de progesterona se desencadena el proceso inflamatorio. Cuando comienza la menstruación los síntomas del síndrome premenstrual, como irritabilidad o hinchazón y dolor de los pechos, decrecen. Existen a la venta gran variedad de productos sanitarios para que las mujeres usen durante la menstruación (compresas, tampones y copas).

### Preovulación
También llamada fase folicular o fase proliferativa ya que durante este periodo el endometrio crece y se engruesa por acción del estradiol. Suele durar desde el primer hasta el decimotercer día del ciclo. 
A través de la influencia de la hormona foliculoestimulante (FSH), que aumenta durante los primeros días del ciclo, se estimulan unos pocos folículos ováricos. Estos folículos, presentes desde el nacimiento, se van desarrollando en un proceso llamado foliculogénesis. 
La foliculogénesis comprende la formación y maduración del folículo ovárico, una densa cáscara empaquetada de células somáticas que contiene un ovocito inmaduro y donde tiene lugar la meiosis. Eso describe la progresión de una serie de pequeños folículos primordiales en grandes folículos preovulatorios que ocurre en parte durante el ciclo menstrual. Dura 2 meses desde el principio hasta el final.
Posteriormente, todos los folículos dejan de crecer y entran en atresia; excepto uno. Este es el folículo dominante y continuará hasta su madurez, formando el folículo de Graaf, que contiene el ovocito que se libera en la ovulación.
Aún no están esclarecidos los mecanismos biológicos por los cuales es seleccionado el folículo dominante. De forma aleatoria, al inicio del reclutamiento, unos folículos progresaran e iniciaran el proceso de forma más rápida que otros, lo que les va a otorgar cierta ventaja. Dentro de este grupo, habrá algunos que tengan una mayor cantidad de receptores para la FSH que otros, y además, dentro de estos, algunos de estos folículos tendrá receptores más eficientes que otros. Con lo cual, se irá dando un proceso de selección positiva de aquel folículo que inicie con mayor rapidez, tenga más receptores y de mejor calidad que hará que acapare más FSH, haciendo que los demás folículos frenen su crecimiento y finalmente se atresien. 
A medida que van madurando, los folículos secretan cantidades crecientes de estradiol, un estrógeno. Los niveles de estradiol aumentan significativamente cuando se selecciona el folículo dominante, pues este secreta una enorme cantidad. Los estrógenos inician la formación de una nueva capa del endometrio en el útero (endometrio proliferativo). El estrógeno también estimula las criptas del cuello uterino para que produzca moco cervical fértil, el cual será identificado por las mujeres que comprueben sus días más fértiles.

### Ovulación

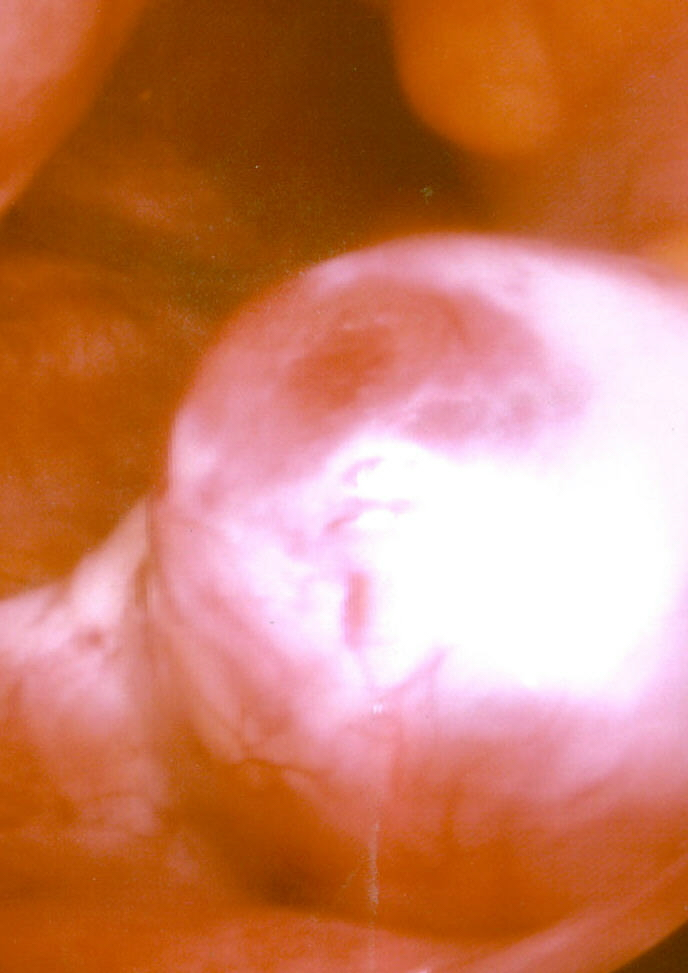
Un ovario a punto de liberar un óvulo.

En un ciclo de 28 días se presenta entre el decimocuarto y el decimoquinto día del ciclo. El ovocito es liberado del ovario y es conducido hasta el útero a través de la trompa de Falopio (Tuba Uterina).
Durante la fase folicular, el estradiol suprime la producción de hormona luteinizante (LH) desde la glándula pituitaria anterior. Cuando el óvulo está a punto de llegar a la madurez, los niveles de estradiol llegan a un umbral sobre el que este efecto se revierte y el estrógeno estimula la producción de una gran cantidad de hormona luteinizante. Este proceso, conocido como pico de hormona luteinizante, comienza alrededor del día 12 de un ciclo medio y puede durar 48 horas. 
Aún no se entiende cómo funciona el mecanismo exacto de estas respuestas opuestas de la hormona luteinizante frente al estradiol.:86 En animales, una oleada de GnRH precede a la de la hormona luteinizante, lo que sugiere que el mayor efecto del estrógeno está en el hipotálamo, que controla a su vez la secreción de GnRH.:86 Esto se da por la presencia de dos tipos de receptores de estrógeno en el hipotálamo: el receptor de estrógeno alfa, responsable de la respuesta negativa en el ciclo estradiol-LH, y el receptor de estrógeno beta, responsable de la relación positiva entre el estradiol y la LH. Sin embargo, en humanos, altos niveles de estradiol pueden provocar aumentos abruptos de LH, incluso cuando los niveles de GnRH y la frecuencia del pulso son constantes,:86 sugiriendo que el estrógeno actúa directamente en la pituitaria para provocar la oleada de LH.
Este pico de LH es el que produce la ovulación, pues provoca la activación de genes proinflamatorios que debilitan y rompen la pared folicular, causando que el folículo libere su ovocito secundario. 
Cuál de los dos ovarios ovulará cada vez, si el derecho o el izquierdo, parece ser aleatorio, y no se sabe si existe una coordinación entre ambos lados. En ocasiones, ambos ovarios liberan un óvulo, si ambos son fecundados, se dan como resultado hermanos gemelos (gemelos di-cigóticos, también llamados mellizos).
Tras ser liberado del ovario al espacio peritoneal, el ovocito es captado por las trompas de Falopio a través de la fimbria o franja ovárica, que es un tejido ubicado al final de cada trompa de Falopio. Al cabo de aproximadamente un día, un ovocito sin fecundar se desintegra y se expulsa por el sangrado vaginal de la siguiente menstruación, comenzando así un nuevo ciclo. En cambio, si se produce la fecundación el ovocito completa su maduración, dando lugar al óvulo maduro.
La fecundación por un espermatozoide suele ocurrir en la ampolla, la sección más ancha de las trompas de Falopio. Un óvulo fecundado comienza inmediatamente el proceso de embriogénesis o desarrollo. Este embrión en desarrollo tarda unos tres días en llegar al útero y otros tres para arraigar en el endometrio. Para entonces suele haber llegado al estadio de blastocisto.
En algunas mujeres, la ovulación provoca unos dolores característicos llamados mittelschmerz (término alemán que significa dolor de en medio). El cambio súbito hormonal durante la ovulación también puede causar en ocasiones sangrado a mitad de ciclo.

### Postovulación
También conocida como fase lútea o fase secretora. Suele durar del 16.º hasta el 28.º día del ciclo.
El cuerpo lúteo, que procede del folículo de Graaf después de liberar al ovocito, juega un papel importante en esta fase. Este cuerpo continúa creciendo un tiempo tras la ovulación y produce cantidades significativas de hormonas, particularmente progesterona. La progesterona juega un rol vital haciendo al endometrio receptivo para la implantación del blastocisto y para que sirva de soporte durante el inicio del embarazo; como efecto secundario eleva la temperatura basal de la mujer. Además, produce una miorelajación de la musculatura lisa para facilitar la implantación del embrión; esta relajación trae como consecuencia una disminución de la tensión, sueño, y un ligero estreñimiento. Otro efecto importante de la progesterona es un aumento de la tensión mamaria debido al aumento de tamaño y crecimiento glandular.
Por otro lado, detiene la producción de FSH y LH que necesita para mantenerse, por lo que los niveles de progesterona decrece y el cuerpo lúteo se atrofia. Los niveles en caída de progesterona desencadenan la menstruación y el inicio del siguiente ciclo. Desde la ovulación hasta la bajada de progesterona que provoca la menstruación suelen pasar dos semanas. La fase folicular suele variar en cada mujer de ciclo a ciclo, contrastando con la fase lútea, que se mantiene igual.
Si el óvulo es fecundado, los niveles de progesterona se mantienen y, por lo tanto, no se pierde el cuerpo lúteo. Además, el embrión resultante produce gonadotropina coriónica humana (hCG), muy similar a la hormona luteinizante, permitiendo que se conserve el cuerpo lúteo. Dado que esta hormona solo se produce por el embrión, la mayoría de pruebas de embarazo buscan la presencia de esta hormona.

## Duración del ciclo
Aunque mucha gente cree que el ciclo menstrual medio dura unos 28 días, un estudio a gran escala de más de 30 000 ciclos de más de 2300 mujeres reveló que el ciclo medio dura 29,1 con una desviación estándar de siete días y medio y un intervalo de predicción de entre 15 y 45 días. En este estudio, el subgrupo de datos con duraciones de ciclo entre 15 y 45 días tenía una media de 28,1 días con una desviación estándar de cuatro días. Un estudio de menor escala de 140 mujeres realizada en 2006 halló una media de 28,9 días.
La variabilidad de la duración del ciclo menstrual es mayor en mujeres por debajo de los veinticinco años y menor en mujeres de 35 y 39 años. La variabilidad se vuelve a incrementar en mujeres de 40 a 44 años. Normalmente, variaciones de la duración del ciclo entre ocho y veinte días se considera una irregularidad moderada, y una variación de 21 días o más se considera muy irregular.
Durante mucho tiempo se ha creído que la duración del ciclo está asociada con la luna. En 1979 un estudio de 305 mujeres reveló que aproximadamente un tercio de los sujetos tenía ciclos menstruales lunares, por ejemplo, una duración media de ciclo de 29,5 días más o menos un día. Al menos dos tercios de los sujetos comenzaron su ciclo en la mitad brillante del ciclo lunar, a pesar de que se esperaba una distribución aleatoria. Otro estudio reveló que un número significante de menstruaciones comenzaba en luna nueva.

## Período fértil
El periodo más fértil (el momento con mayor probabilidad de embarazo como resultado de un encuentro sexual) se da en algún momento entre cinco días antes y uno o dos días después de la ovulación. En un ciclo de 28 días con una fase luteal de 14, este momento corresponde a la segunda semana, y el inicio de la tercera. Se ha desarrollado una gran variedad de métodos para ayudar a las mujeres a saber los días del ciclo en los que son más fértiles o infértiles. Estos sistemas se conocen como métodos de conocimiento de la fertilidad.
El método que mide el índice de fertilidad basado únicamente en la duración del ciclo se llama método Ogino-Knaus. Los métodos que requieren la observación de uno o más de los tres signos de fertilidad (temperatura basal, moco cervical y posición cervical) son conocidos como métodos basados en síntomas. Los sets disponibles para análisis de orina detectan el aumento de hormona luteinizante que se da entre 24 a 36 horas antes de la ovulación, son los llamados kits predictores de ovulación. También existen los llamados monitores de fertilidad, que son aparatos computarizados que interpretan la temperatura basal, los resultados del análisis de orina o los cambios en la saliva.
La fertilidad de la mujer también es afectada por su edad. Como la reserva total de óvulos de una mujer se forma en su etapa fetal para ser ovulados decenios después, se ha sugerido que esta vida tan larga puede hacer que la cromatina de los óvulos sea más vulnerable a problemas de división, rupturas y mutaciones que la cromatina del esperma, que se produce de manera continua durante la vida reproductiva del hombre. Sin embargo, a pesar de esta hipótesis, se ha observado un envejecimiento similar en ambos casos.

## La última menstruación
La última menstruación se conoce como menopausia, etapa en que la mujer deja de menstruar. La edad promedio en la que ocurre la menopausia es 51,4 años. Sin embargo, la edad de la menopausia varía de mujer a mujer, y es, en general, entre 40 y 55. Este último sangrado es precedido por el climaterio, que es la fase de transición entre la etapa reproductiva y no reproductiva de la mujer. Sin embargo, desde el último consenso de la OMS (Organización Mundial de la Salud) se recomienda abandonar el término climaterio para evitar confusiones y se sustituye por el término perimenopausia.

## Desórdenes en el ciclo menstrual
La ovulación irregular se llama  oligoovulación . La ausencia de ovulación se llama anovulación. Se puede tener la menstruación sin una ovulación que la preceda: un ciclo anovulatorio. En algunos ciclos, el desarrollo folicular puede empezar pero no completarse, sin embargo, los estrógenos formarán y estimularán el revestimiento uterino. El flujo anovulatorio surge de un endometrio muy grueso, provocado por tener de forma continuada unos niveles altos de estrógenos. Este flujo se llama sangrado intermenstrual de estrógeno. El sangrado anovulatorio desencadenado por un descenso brusco de los niveles de estrógeno se llama cambios. Los ciclos anovulatorios suelen ocurrir antes de la menopausia (perimenopausia) y en mujeres con síndrome de ovario poliquístico.
El flujo excesivamente escaso (menos de 10 ml) se llama hipomenorrea. Los ciclos de menos de 21 días o menos son proiomenorrea. La menstruación frecuente pero irregular es conocida como metrorragia. El sangrado repentino y abundante en cantidades mayores de 80 ml es llamado menorragia. La menstruación abundante que ocurre de forma frecuente e irregular es menometrorragia. El término para los ciclos que exceden los 35 días es opsomenorrea. La amenorrea es la ausencia de menstruación de tres a seis meses (sin estar embarazada) durante los años reproductivos.
George Preti, un químico orgánico del Monell Chemical Senses Center de Filadelfia y Winnefred Cutler, del departamento de psicología de la Universidad de Pensilvania, descubrieron que las mujeres con ciclos menstruales irregulares, al ser expuestas a extracto de sudor masculino, se volvían regulares. Una explicación posible podría ser que las axilas contienen feromonas, tal y como pasa con otros mamíferos.

## Supresión de la ovulación

### Anticoncepción hormonal

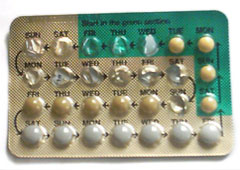
Blíster de anticonceptivos orales combinados a medio gastar. Las píldoras blancas son placebos, para crear hábito y no olvidar tomarlas.

Mientras que algunos métodos anticonceptivos no afectan al ciclo menstrual, los hormonales funcionan interrumpiéndolo. La realimentación negativa de progesterona disminuye la frecuencia de pulso de la hormona liberadora de gonadotrofina (GnRH) que libera el hipotálamo y hace que decrezca el pulso de la hormona foliculoestimulante (FSH) y de la hormona luteinizante (LH) generadas por la glándula pituitaria. Los bajos niveles de FSH inhiben el desarrollo folicular, previniendo un aumento en los niveles de estradiol. La realimentación negativa de progesterona y la falta realimentación positiva de estrógeno durante la liberación de LH previenen la oleada de LH de medio ciclo. La inhibición del desarrollo folicular y la ausencia de LH previenen la ovulación.
El grado de supresión de la ovulación en los anticonceptivos de solo progestágeno depende de la actividad del progestágeno y de la dosis. Dosis bajas de anticonceptivos de progestágeno, las clásicas pastillas, los implantes subdérmicos Norplant y Jadelle y el sistema intrauterino Mirena, inhiben la ovulación en el 50 % de los ciclos y su efectividad anticonceptiva recae principalmente en otros efectos, como el engrosamiento del moco cervical. Los anticonceptivos de solo progestágeno de dosis media, la pastilla Cerazette y el implante subdérmico Nexplanon, permiten algo de desarrollo folicular, pero inhiben la ovulación en el 97-99 % de los ciclos. Se dan los mismos cambios en el moco cervical que con dosis bajas de progestágeno. Los de dosis altas, como los inyectables Depo Provera y Noristerat, inhiben totalmente el desarrollo folicular y la ovulación.
Los anticonceptivos hormonales combinados llevan estrógeno y progestágeno. La realimentación negativa de estrógeno en la hipófisis hace que decrezca la emisión de FSH, lo que hace este tipo de anticonceptivos más eficaces a la hora de inhibir el desarrollo folicular y la ovulación. El estrógeno también reduce la incidencia de sangrado intermenstrual. Varios anticonceptivos hormonales combinados, la píldora, NuvaRing y los parches, se suelen usar de forma que provocan sangrado. En un ciclo normal, la menstruación se da ante una caída repentina de los niveles de estrógeno y progesterona. La discontinuidad temporal del uso de estos anticonceptivos (una semana de placebo o dejar de usarlos una semana) tiene un efecto similar, haciendo que la pared uterina sangre. Si no se desea este sangrado, se deberán tomar los anticonceptivos hormonales combinados continuamente, aunque esto aumenta el riesgo de sangrado.

### Bloqueo reproductivo en el embarazo
La progesterona es sintetizada predominantemente por los ovarios y la placenta durante la gestación. Adicionalmente, las glándulas suprarrenales y el hígado también contribuyen a su producción, aunque en cantidades menores.

#### Papel del cuerpo lúteo
El cuerpo lúteo es una estructura temporal que se forma en el ovario después de la ovulación, cuando las células del folículo ovárico se convierten en células luteínicas y conforman una estructura glandular que secreta hormonas esenciales para preparar el útero para el embarazo y mantenerlo durante las primeras semanas de gestación:
- Producción de estrógenos. Mantiene la secreción de pequeñas cantidades de estrógenos que ayudan a preparar el útero para la implantación.

- Producción de progesterona. La principal función del cuerpo lúteo es la producción de progesterona. Esta hormona es crucial para mantener el endometrio receptivo, permitiendo que el embrión pueda implantarse y desarrollarse si ocurre la gestación. Además, inhibe las contracciones uterinas que podrían expulsar al embrión implantado.

El cuerpo lúteo es una estructura que se forma en todos los ciclos; sin embargo, su evolución y, en especial, su mantenimiento durante el embarazo difieren:
- Fase de formación. Tras la ovulación, el folículo ovárico maduro se transforma en células luteínicas y comienza a producir la hormona progesterona. Estas células se agrupan para formar el cuerpo lúteo.
- Fase de crecimiento. En los primeros días después de su formación, el cuerpo lúteo aumenta de tamaño y sigue produciendo progesterona.
- Fase de maduración. A medida que el cuerpo lúteo madura, incrementa su producción de progesterona y empieza a producir pequeñas cantidades de estrógeno.
- Fase de mantenimiento. Aquí yace la principal diferencia en la evolución del cuerpo lúteo durante el embarazo. Si el óvulo es fecundado y el embrión se implanta en el endometrio del útero, el cuerpo lúteo persiste gracias a la hormona gonadotropina coriónica humana (hCG) y continúa produciendo hormonas, principalmente progesterona. Desde su inicio, el embrión produce la hormona hCG, que estimula al cuerpo lúteo para que siga produciendo progesterona y estrógenos, creando un ambiente uterino favorable.
- Fase de regresión. La estimulación del cuerpo lúteo se mantiene hasta que la placenta se desarrolla lo suficiente para asumir la producción de hormonas, alrededor de la semana 10-12 del embarazo. En ese momento, la función del cuerpo lúteo disminuye gradualmente, comenzando su degeneración hasta su completa desaparición.

*A diferencia del embarazo, si el óvulo no hubiese sido fecundado y no hubiera acaecido una implantación del embrión, el cuerpo lúteo comenzaría a degenera, reduciendo la producción de hormonas, lo que provoca la menstruación y el inicio de un nuevo ciclo menstrual. En este caso, la secreción hormonal del cuerpo lúteo se detiene dentro de los 14 días posteriores a la ovulación si el ovocito no es fertilizado, degenerando en una cicatriz en el ovario conocida como cuerpo albicans.
En definitiva, cuando una mujer queda embarazada, su ciclo menstrual se detiene y no se produce la maduración de nuevos folículos hasta después del parto. No obstante, puede ocurrir una alteración hormonal durante las primeras semanas de embarazo que provoque un fallo en el bloqueo reproductivo, permitiendo una nueva ovulación. Si durante este periodo se mantienen relaciones sexuales sin protección, existe la posibilidad de que este óvulo sea fecundado y se implante un nuevo embrión, dando lugar al fenómeno conocido como superfetación.

### Amenorrea lactacional
La lactancia materna causa una realimentación negativa en el pulso de la secreción de la hormona liberadora de gonadotropina (GnRH) y la hormona luteinizante (LH). Dependiendo de la fuerza de esta realimentación negativa, las mujeres que dan el pecho pueden experimentar la completa supresión del desarrollo folicular, desarrollo folicular pero no ovulación o ciclos normales. La supresión de la ovulación es más frecuente cuando se da el pecho más frecuentemente. La producción de prolactina en respuesta al amamantamiento es importante para mantener la amenorrea lactacional. Como media, las mujeres que dan el pecho frecuentemente experimentan el regreso de la menstruación unos catorce meses y medio después del parto. Hay un amplio rango de respuesta individual, algunas experimentan la vuelta de la menstruación a los dos meses y otras permanecen amenorreicas hasta 42 meses.

## Efectos en otros sistemas
Algunas mujeres con enfermedades neurológicas han experimentado un incremento en la actividad de sus enfermedades durante su ciclo menstrual. Por ejemplo, el descenso de los niveles de estrógeno puede desencadenar migrañas, especialmente cuando la mujer que las sufre está tomando la píldora anticonceptiva. Muchas mujeres con epilepsia tienen más convulsiones en un patrón relacionado con el ciclo menstrual. A esto se le llama epilepsia catamenial. Al parecer existen diferentes patrones (las convulsiones pueden coincidir con la menstruación o con la ovulación) y la frecuencia de las convulsiones no es siempre la misma. Usando una definición particular, un grupo de científicos descubrió que un tercio de las mujeres con epilepsia parcial intratable tienen epilepsia catamenial. El descenso de progesterona y el aumento estrógeno podría provocar las convulsiones. Estudios recientes han mostrado que altas dosis de estrógenos pueden causar o empeorar las convulsiones, mientras que altas dosis de progesterona pueden servir como medicamento antiepiléptico. Según estudios de publicaciones médicas las mujeres que están menstruando son 1,68 veces más propensas a suicidarse. Se han usado ratones en un sistema experimental para investigar los posibles mecanismos mediante los que los niveles de la hormona esteroide sexual puedan regular las funciones del sistema nervioso. Durante parte del celo, cuando la progesterona está alta, el nivel de neuronas receptoras GABA A subtipo delta era alto. Como estos receptores son inhibidores, las neuronas con más receptores delta tienen menos probabilidades de usarse que las que tienen menos. Durante la parte del celo en la que los estrógenos estaban más altos que la progesterona, el número de receptores delta decrecía, incrementando el nivel de actividad neuronal, aumentando a su vez la ansiedad y la susceptibilidad a las convulsiones.
Los niveles de estrógeno pueden afectar al comportamiento de la tiroides. Por ejemplo, durante la fase lútea (cuando los niveles de estrógeno son bajos), la velocidad de la sangre en la tiroides es menor que durante la fase folicular (durante la que los niveles de estrógeno son mayores). Por otra parte, enfermedades autoinmunes como la tiroiditis de Hashimoto (hipotiroidismo) y la enfermedad de Graves-Basedow (hipertiroidismo), en las que los autoanticuerpos atacan las hormonas tiroideas o los receptores de TSH, pueden afectar al ciclo. Las hormonas tiroideas son una parte importante en la regulación del eje hipotálamo-pituitaria-ovario, por lo que una desregulación afecta a la consecución correcta del ciclo, además de disminuir la reserva ovárica e influir en la implantación y desarrollo temprano del embrión. Para combatir estos problemas, se debe realizar un diagnóstico y un tratamiento adecuados llevando un correcto control de la función tiroidea. Si la reserva ovárica ya ha sido afectada, se puede recurrir a estimulación ovárica controlada para mejorar la fertilidad y conseguir un embarazo. 
Por todo ello, el tiroides juega un doble papel en el ciclo menstrual, teniendo efectos sobre él, o pudiendo estar alterado por él. 
Entre las mujeres que viven juntas, el inicio de la menstruación tiende a sincronizarse. Este efecto fue descrito por vez primera en 1971 y se halló una posible explicación en 1998, por el efecto de las feromonas. Las subsiguientes investigaciones han llevado a replantear esta hipótesis.

## Asociaciones biológicas y etimológicas
La palabra "menstruación" está relacionada etimológicamente con la luna, deriva del latín mensis, mes, que a su vez proviene del griego mene, luna.
Algunos autores creen que históricamente, las mujeres de sociedades tradicionales sin iluminación nocturna ovulaban con la luna llena y menstruaban con la luna nueva, y un autor documenta los controvertidos intentos de usar esta asociación para mejorar el método del calendario para regular la concepción.
Unos pocos estudios en humanos y otros animales han descubierto que la luz artificial nocturna, influye en el ciclo menstrual en humanos y en el celo de los ratones (los ciclos son más regulares en ausencia de luz artificial nocturna). Se ha sugerido a su vez que la luz intensa por las mañanas ayuda a regular el ciclo. Un autor ha sugerido que la sensibilidad de los ciclos femeninos a la luz nocturna es causada por deficiencias nutricionales de ciertas vitaminas y minerales.
Algunos estudios muestran una correlación entre el ciclo menstrual humano y el ciclo lunar, mientras que un metaanálisis de los estudios desde 1996 no muestra ninguna correlación. El pueblo Dogón no tiene alumbrado eléctrico y pasan la mayoría de las noches en el exterior de sus casas, hablando y durmiendo, por lo que fueron el ideal de población para detectar la influencia lunar, la cual, pese a todo, no se halló.

## La influencia del ciclo menstrual en el síndrome de abstinencia del hábito tabáquico
En España, según datos del Instituto Nacional de Estadística (INE), el número de fumadores ha aumentado un 3,3 % entre 2017 y 2019, hasta situarse en el 23,3 % de la población. Por sexo y para el año 2020 supone un porcentaje de fumadores del 23,3 % en los hombres y el 16,4 % en las mujeres.
Hay numerosas técnicas para dejar el hábito tabáquico, como terapias de grupo, parches, chicles y meditación. Pero, además, en el caso de las mujeres, intentar dejar de fumar durante determinados días del mes puede hacer que conseguirlo sea más fácil, según datos obtenidos en un estudio de la Universidad de Pensilvania y de la Universidad de Montreal.
Dichos estudios se enfocaron en: comprobar si existen diferencias en los circuitos neuronales vinculados a la compulsividad de fumar según el sexo y determinar si los cambios en la actividad cortical asociados con la abstinencia a la nicotina fluctúan en consonancia con las variaciones hormonales producidas durante el ciclo menstrual. 
Los resultados obtenidos en estos estudios realizados con MRI y, teniendo en cuenta el día del ciclo femenino, muestran que, aunque no existen diferencias significativas entre los hombres y las mujeres en relación con los circuitos neuronales involucrados en el deseo excesivo de fumar, sí observaron que los patrones de activación neuronal en las mujeres variaban considerablemente a lo largo de su ciclo menstrual. En concreto, ciertas áreas de sus cortezas frontal, temporal y parietal mostraron una mayor activación durante la fase folicular, mientras que durante la fase lútea se registraba una actividad reducida en el hipocampo.
Adrianna Mendrek, autora principal del estudio llevado a cabo por la Universidad de Montreal explica: "Nuestros resultados revelan que los impulsos incontrolados por fumar son más fuertes al comienzo de la fase folicular. Las disminuciones hormonales de estrógenos y progesterona posiblemente acentúan el síndrome de abstinencia y aumentan la actividad de los circuitos neuronales asociados con el deseo de fumar". Según la científica, para las mujeres podría resultar más fácil superar los síntomas relacionados con la abstinencia tabáquica durante la fase lútea media, es decir, después de la ovulación, cuando se elevan los niveles de estrógeno y progesterona.

## Obesidad, ciclo menstrual y fertilidad
Las mujeres con obesidad pueden presentar irregularidades menstruales y dificultades para concebir. Estudios han demostrado que las mujeres que presentan esta condición tienen un riesgo significativamente mayor de infertilidad por trastorno ovulatorio, además de ser propensas a experimentar complicaciones durante el embarazo como abortos espontáneos. La reducción de la capacidad fértil en mujeres obesas se ha estimado del 18%, independientemente de la edad o la presencia de ciclos menstruales regulares o anovulatorios.
Los mecanismos potenciales que relacionan obesidad con infertilidad son alteraciones en el eje hipotálamo-hipófisis-ovario (HPO), medidas por desequilibrios hormonales y perturbaciones metabólicas asociadas con el exceso de tejido adiposo. Además, otros factores relacionados con la obesidad, como el hiperandrogenismo, la resistencia a la insulina y la alteración de la actividad mitocondrial, también influyen en la foliculogénesis y la calidad de los ovocitos.  En el caso de presentar hiperinsulinemia y resistencia a la insulina, se produce una disminución de la síntesis de globulina fijadora de hormonas sexuales (SHBG) y un aumento de andrógenos libres, los cuales se aromatizan, produciendo un aumento de estradiol. Esto lleva a una disminución de la FSH, alterando así el reclutamiento folicular y determinando una alta prevalencia de anovulación en estas mujeres. Además, la leptina, una hormona que se encuentra generalmente elevada en personas obesas, altera la secreción pulsátil de GnRH. 
Asimismo, la obesidad se ha asociado con tasas más altas de trastornos premenstruales, incluido el síndrome premenstrual (SPM) y el trastorno disfórico premenstrual (TDPM), y en algunos casos dismenorrea. 
En el caso de la obesidad en la infancia y adolescencia, esta se asocia con un inicio más temprano de la pubertad y la menarquia, hiperandrogenismo que conduce a irregularidades menstruales y puede aumentar el riesgo de trastornos premenstruales, dismenorrea y sangrado abundante en adolescentes y mujeres jóvenes adultas. 

## Alimentación durante el ciclo
Las hormonas que controlan el ciclo menstrual también influyen directamente en cómo metabolizamos los nutrientes, por lo que tomar los alimentos convenientes en cada momento puede ayudar a reducir síntomas. 

### Menstruación
Es una fase en la que se produce cansancio e inflamación, debidas a bajos niveles de estrógenos y progesterona. Para el cansancio, es muy importante incluir alimentos ricos en hierro, como las espinacas, las lentejas o el paté, compensando la pérdida por la hemorragia. Si además los combinamos con alimentos ricos en vitamina C, como kiwi o naranja, el hierro se absorberá mejor y tendremos aún más energía. Para la inflamación, se recomienda omega 3, encontrado en pescados azules, nueces o semillas de lino y chía.

### Fase folicular
El estrógeno comienza a subir, mejorando la sensibilidad a insulina. Esto se traduce en una mejor metabolización de los carbohidratos, por lo que es el momento de añadir cereales integrales, frutas y tubérculos. Además, para el desarrollo de los folículos ováricos son importantes los antioxidantes (encontrados en fresas, tomates y zanahorias) y minerales como el zinc (encontrado en mariscos y carnes magras).

### Ovulación
Llega la ovulación, donde el estrógeno alcanza su pico máximo y hay una alta demanda energética. Según los expertos, debemos seguir las mismas recomendaciones de la fase menstrual, manteniendo también el consumo de antioxidantes de la fase folicular.

### Fase lútea
Los estrógenos comienzan a bajar progresivamente y la progesterona es la hormona dominante, por lo que la mujer desarrolla una leve resistencia a insulina. Por tanto, se recomienda priorizar frutas y verduras de bajo índice glucémico, para evitar picos de insulina, como fresas, manzanas, calabacín y espinacas. Nos acercamos al final del ciclo y muchísimas mujeres padecen el síndrome premenstrual con síntomas como hinchazón, antojos, cambios de humor o dificultades para dormir. Algunos consejos para este periodo son:
- Alimentos ricos en omega-3: además de efecto antiinflamatorio, posee un efecto saciante, controlando así los antojos.
- Combinación de triptófano, magnesio y vitamina B6, para mejorar tanto el estado de ánimo como el descanso. Un ejemplo sería un desayuno con yogur, avena, plátano, nueces y una cucharadita de semillas de chía. [81] [82]